# Anja Zorman
Anja Zorman, slovenska jezikoslovka, * 1969, Koper.

## Življenje
Rodila se je leta 1969 v Kopru. Diplomirala je 18. 4. 1996 na Filozofski fakulteti v Ljubljani na študijskih smereh Angleški jezik s književnostjo in Italijanski jezik s književnostjo. Istega leta je vpisala podiplomski študij na Filozofski fakulteti na Oddelku za romanske jezike in književnosti, smer Italijansko jezikoslovje, ki ga je zaključila 6. 11. 2000 z zagovorom magistrskega dela z naslovom Uporaba konjuktiva v učnih gradivih za pouk italijanskega jezika V študijskem letu 2000/01 je bila štipendistka Univerze Ca'Foscari iz Benetk, in sicer Oddelka za moderne jezike. Doktorirala je 6. 12. 2007 na Pedagoški fakulteti v Ljubljani z doktorsko disertacijo Prepoznavanje glasov in spoznavanje njihovih pisnih ustreznic v maternem in drugem oziroma tujem jeziku. Prvič je bila je pridobila naziv asistentke za področje Didaktike italijanskega jezika 8. maja 1997 na Pedagoški fakuleti v Ljubljani, naziv docentke 19. 5. 2008, naziv izredne profesorice pa leta 2019. Danes poučuje na Univerzi na Primorskem na Oddelku za italijanistiko.

## Delo
Sodeluje pri domačih in mednarodnih projektih, s prispevki aktivno sodeluje na domačih in mednarodnih strokovnih in znanstvenih konferencah, objavlja strokovne in znanstvene prispevke v domači in tuji literaturi (na primer skupaj z Nives Zudič Antonič je objavila strokovni članek v reviji Sodobna pedagogika z naslovom Prvi koraki pri razvijanju medkulturnega zavedanja: Seznanjanje z jezikom okolja na narodnostno mešanih območjih v Republiki Sloveniji. S predavanji gostuje na institucijah doma ter v tujini.
Ukvarja se predvsem z uporabnim jezikoslovjem. Jezik preučuje z različnih vidikov, njihov skupni imenovalec je prostor jezikovnih in kulturnih stikov. To je prostor, iz katerega izhaja. Zanima jo jezik kot sredstvo sporazumevanja in kot sredstvo identifikacije posameznika in skupin. Primarno se ukvarja z didaktiko drugih in tujih jezikov (predvsem italijanščine kot jezika okolja oz. drugega jezika) s poudarkom na zgodnjem učenju in poučevanju jezikov – predvsem razvoju osnovne pismenosti v prvem, drugem in tujem jeziku, s sociolingvistično obravnavo jezikov na narodnostno mešanem območju Slovenske Istre in z medkulturnostjo, predvsem z analizo medkulturne zmožnosti, ki se kaže v stališčih in diskurzu do drugačnosti in z vzajemnim vplivanjem jezikov v stiku (italijansko-slovenska analizo) v članku »Besedni red kot primer italijanske interference v južnoprimorski slovenščini«. Objavljen je bil v reviji Studia universitatis hereditati.
Sodelovala je pri projektu Eduka – Vzgajanje k različnosti (Educare alla diversità) od leta 2007 do leta 2013. Gre za program čezmejnega sodelovanja Slovenije in Italije, ki podpira medkulturne vrednote.

## Seznam njenih del
- Prvi koraki pri razvijanju medkulturnega zavedanja: Seznanjanje z jezikom okolja na narodnostno mešanih območjih v Republiki Sloveniji. Sodobna pedagogika (COBISS)
- Uporaba konjuktiva v učnih gradivih za pouk italijanskega jezika (COBISS)
- Besedni red kot primer italijanske interference v južnoprimorski slovenščini. Studia universitatis hereditati (COBISS)
- Prepoznavanje glasov in spoznavanje njihovih pisnih ustreznic v maternem in drugem oziroma tujem jeziku (COBISS)